# Witalij Primakow
Witalij Markowicz Primakow (ros. Виталий Маркович Примаков, ur. 18 grudnia?/30 grudnia 1897 w Semeniwce w guberni czernihowskiej, zm. 11 czerwca 1937 w Moskwie) – radziecki wojskowy, komkor od 1935 roku.

## Życiorys
Urodzony w rodzinie nauczyciela. Uczył się w gimnazjum, gdzie rozpoczął działalność antywojenną wśród żołnierzy garnizonu Czernihowa, za co był w 1915 sądzony i skazany na wyjazd i osiedlenie się na Syberii. Członek Socjaldemokratycznej Partii Robotniczej Rosji od 1914. W kwietniu 1917 powrócił z zesłania. Od czerwca 1917 członek Kijowskiego Komitetu Bolszewików. w sierpniu 1917 wstąpił do zapasowego pułku piechoty w Czernihowie, z którym udał się na front. Z ramienia pułku był skierowany na II Zjazd Rad. Brał udział w walkach pod Pułkowem i Gatcziną. Członek Ogólnorosyjskiej Rady Wykonawczej (rząd sowiecki) 2 kadencji.
W styczniu 1918, zgodnie z decyzją Ukraińskiego Rządu Sowieckiego sformował pułk Czerwonych Kozaków. W czasie wojny domowej 1918-1920 dowodził pułkiem kawalerii, brygadą, 8 Dywizją Kawalerii, 1 Konnym Korpusem Czerwonych Kozaków. W czasie wojny polsko-bolszewickiej dowodził oddziałami sowieckimi w bitwie pod Dytiatynem.
Ukończył Wyższy Kurs Akademicki w 1923. W latach 1924–1925 komendant Wyższej Szkoły Kawalerii w Leningradzie. W latach 1925–1926 oddelegowany do Chin, w latach 1927–1930 attaché wojskowy w Afganistanie i w Japonii. W latach 1933–1935 zastępca dowódcy Północnokaukaskiego Okręgu Wojskowego, zastępca inspektora wyższych uczelni wojskowych. Od 1935 zastępca dowódcy Leningradzkiego Okręgu Wojskowego.
Aresztowany w 1936 pod zarzutem „udziału w antysowieckiej organizacji terrorystycznej”. Sądzony i stracony w okresie wielkiej czystki w ZSRR (wraz z nim 11 czerwca 1937 zostało skazanych siedmiu innych generałów: Michaił Tuchaczewski, Jona Jakir, Robert Ejdeman, August Kork, Witowt Putna, Boris Feldman, Ijeronim Uborewicz). Jako jedyny na procesie podtrzymał złożone pod przymusem w śledztwie zeznania obciążające. Stracony 11 czerwca 1937. Rehabilitowany w 1956.
Trzykrotnie odznaczony Orderem Czerwonego Sztandaru.